# Сімоне Бароне
Сімоне Бароне (італ. Simone Barone, * 30 квітня 1978, Ночера-Інферіоре) — італійський футболіст, півзахисник клубу «Ліворно».
Насамперед відомий виступами за клуб «Торіно», а також національну збірну Італії.
У складі збірної — чемпіон світу.

## Клубна кар'єра
Вихованець футбольної школи клубу «Парма». Дорослу футбольну кар'єру розпочав 1996 року в основній команді того ж клубу, в якій провів два сезони, взявши участь лише у 2 матчах чемпіонату.
Згодом з 1998 по 2000 рік грав на умовах оренди у складі команд клубів «Падова» та «АльцаноЧене». 2000 року уклав контракт з клубом «К'єво». Після двох сезонів, проведених у веронській команді, повернувся до складу «Парми», цього разу відразу отримав постійне місце у складі команди, провів два сезони як один з основних півзахисників пармського клубу. Протягом 2004—2006 років захищав кольори «Палермо».
Своєю грою за останню команду привернув увагу представників тренерського штабу клубу «Торіно», до складу якого приєднався 2006 року. Відіграв за туринську команду наступні три сезони своєї ігрової кар'єри. Більшість часу, проведеного у складі «Торіно», також був основним гравцем команди.
Протягом сезону 2009–10 захищав кольори команди клубу «Кальярі».
До складу клубу «Ліворно» приєднався 2011 року. Наразі встиг відіграти за клуб з Ліворно 12 матчів в національному чемпіонаті.

## Виступи за збірну
2004 року дебютував в офіційних матчах у складі національної збірної Італії. Провів у формі головної команди країни 16 матчів, забивши 1 гол. У складі збірної був учасником чемпіонату світу 2006 року у Німеччині, здобувши того року титул чемпіона світу.
| Дата       | Місто     | Господарі  | Результат | Гості                | Турнір                | Голи | Примітки |
| ---------- | --------- | ---------- | --------- | -------------------- | --------------------- | ---- | -------- |
| 18/02/2004 | Палермо   | Італія     | 2 – 2     | Чехія                | товариський матч      | -    |          |
| 17/11/2004 | Мессіна   | Італія     | 1 – 0     | Фінляндія            | товариський матч      | -    |          |
| 09/02/2005 | Кальярі   | Італія     | 2 – 0     | Росія                | товариський матч      | 1    |          |
| 30/03/2005 | Падуя     | Італія     | 0 – 0     | Ісландія             | товариський матч      | -    |          |
| 08/06/2005 | Торонто   | Італія     | 1 – 1     | Сербія та Чорногорія | товариський матч      | -    |          |
| 11/06/2005 | Нью-Йорк  | Італія     | 1 – 1     | Еквадор              | товариський матч      | -    |          |
| 17/08/2005 | Дублін    | Ірландія   | 1 – 2     | Італія               | товариський матч      | -    |          |
| 07/09/2005 | Мінськ    | Білорусь   | 0 – 4     | Італія               | Відбір до ЧС 2006     | -    |          |
| 12/10/2005 | Лечче     | Італія     | 2 – 1     | Молдова              | Відбір до ЧС 2006     | -    |          |
| 12/11/2005 | Амстердам | Нідерланди | 1 – 3     | Італія               | товариський матч      | -    |          |
| 16/11/2005 | Женева    | Італія     | 1 – 1     | Кот-д'Івуар          | товариський матч      | -    |          |
| 01/03/2006 | Флоренція | Італія     | 4 – 1     | Німеччина            | товариський матч      | -    |          |
| 02/06/2006 | Лозанна   | Італія     | 0 – 0     | Україна              | товариський матч      | -    |          |
| 22/06/2006 | Гамбург   | Чехія      | 0 – 2     | Італія               | ЧС 2006 - 1-й етап    | -    |          |
| 30/06/2006 | Гамбург   | Італія     | 3 – 0     | Україна              | ЧС 2006 - чвертьфінал | -    |          |
| 15/11/2006 | Бергамо   | Італія     | 1 – 1     | Туреччина            | товариський матч      | -    |          |
| Усього     |           | Матчів     | 16        |                      | Голів                 | 1    |          |

## Титули і досягнення
- Чемпіон світу (1): 2006